# 郭锦棠
郭锦棠（？—1924年），又作郭锦堂，又名华生、发生，福建长汀城关人，中华民国大陆时期福建军阀，土匪出身。1922年—1924年，割据沙县一带。

## 生平
民国三年（1914年）前后，郭锦棠在将乐、归化（今明溪）一带以打银为掩护，暗中组织地下帮会“哥老会”，后上山当土匪。民国七年（1918年）初，其部被福建督军李厚基下属张汝清部收编，郭锦棠任福建陆军第一师补充营营长。民国十一年（1922年），郭锦棠投靠王永泉，任福建警备第一路统领，军衔为上校；同年，郭锦棠部进驻沙县。次年（1923年），郭锦棠又投靠周荫人，被任命为福建陆军第一旅旅长，驻扎在沙县、永安、归化一带，旅部设在沙县东岳宫；同年，郭锦棠在南郡会馆私设铸币厂，大量铸造面值二角的劣质辅币，大发横财；还成立垦殖局，强迫农民种罂粟，生产鸦片。次年（1924年），由于罂粟收成不好，郭锦棠派兵下乡勒索“赔偿费”。
郭锦棠部驻沙县期间，为榨取军费，在城关开设赌场、鸦片烟馆和花捐局，占人屋宅、坟地，设立百货捐局百般勒索。郭锦堂还凭借手中军队，随意委派地方官员，把持辖区内军事、政治、经济大权。
民国十三年（1924年），郭锦棠病死，其弟郭凤鸣继任旅长。